# Stille Messe
Die stille Messe (Missa lecta, auch Stillmesse oder Lesemesse) war bis zur Liturgiereform des Zweiten Vatikanischen Konzils faktisch die Normal- oder Grundform der heiligen Messe.

## Geschichte
Die Grundform der feierlichen heiligen Messe war im Hochmittelalter das levitierte Hochamt, das ausgehend von der frühen römischen Papstliturgie auch die Messfeiern an Bischofs- und Klosterkirchen wie auch die pfarrliche Liturgie geprägt hatte. Die starke Zunahme der Privat- und Nebenmessen in den großen Abteien des Mittelalters brachte hier eine allmähliche Veränderung, gefördert auch durch die Praxis der Römischen Kurie und von Bettelorden wie Augustiner und Franziskaner. Das Zeremoniell der feierlichen öffentlichen Messe wurde an die Situation des einzeln und nicht öffentlich zelebrierenden Priesters angepasst, zumal nicht selten in einer Kirche gleichzeitig mehrere Priester an verschiedenen Altären Beimessen zelebrierten. Der Gesang bei der Messfeier wurde auf mittelstarkes Sprechen zurückgenommen, die Privatmesse wurde zur Lesemesse und zur stillen Messe.
Wegen der größeren Häufigkeit der Einzelzelebrationen im Vergleich zum Hochamt und zur Konventsmesse wurde die missa lecta zur neuen Grundform der römischen Messe. Durch ein vom Generalminister des Franziskanerordens, Haymo von Faversham, 1243 vorgelegtes Missale Indutus planeta wurde dieser Messtyp fast überall verbreitet, und er fand seinen Niederschlag in dem 1498/1502 veröffentlichten Ordo missae secundum consuetudinem Sanctae Romanae Ecclesiae des päpstlichen Zeremonienmeisters Johannes Burckard. Der Ordo servandus per sacerdotem in celebratione Missae sine cantu et ministris („Ordnung, einzuhalten vom Priester bei der Feier der heiligen Messe ohne Gesang und Diener“) Burckards  wurde zur Grundlage des Missale Romanum, des im Auftrag des Konzils von Trient unter Papst Pius V. 1570 erschienenen verbindlichen Messbuchs für die ganze Kirche des römischen Ritus. Diese Missa lecta (weil sine cantu, „ohne Gesang“) blieb ohne wesentliche Änderungen bestimmend bis zur 1963 beschlossenen Liturgiereform des Zweiten Vatikanischen Konzils. In diesem Messordo, einer reinen „Klerusliturgie“, spielen die Mitwirkung der Gemeinde genauso wenig eine Rolle wie die Gesänge des Chores, und auch die Funktionen assistierender Kleriker erscheinen als Zutat zu einer im Grunde „stillen“ Messe des einzelnen Priesters. Die Grundform der „stillen Messe“ bekam sonntägliches „Hausrecht“ auch am Hochaltar der Pfarrkirchen, was ihr anfangs verwehrt war.

## Ablauf und Gestaltung
Der Priester hatte für den „gültigen“ Vollzug alle Elemente dieses Ablaufs in der vom Proprium des jeweiligen Tages vorgesehenen Form lateinisch vollständig zu sprechen, in der Regel leise (submissa voce oder secreto).  Bloßes Lesen reichte nicht aus, gefordert war ein dem Zelebranten selbst noch hörbares Sprechen mit bewegten Lippen. Er „las“ (wie es dennoch volkstümlich hieß) die Messe mit dem Rücken zum Volk. Bei den Akklamationen wandte er sich an den Ministranten, seltener an die Gemeinde. Eine Homilie war nicht Bestandteil der Messfeier. Mancherorts war es üblich, dass er wenigstens den Text des Evangeliums nach dem lateinischen Sprechen der Gemeinde in der Muttersprache vortrug. Auch der Schlusssegen wurde in der Regel vernehmbar an die Gemeinde gespendet.
Die Gläubigen schwiegen oder beteten leise oder auch gemeinsam den Rosenkranz oder eine „Messandacht“, die meditativ-assoziativ das Geschehen am Altar begleitete. Bei der „Singmesse“ – meist an Sonntagen und an hohen Feiertagen – wurden gemeinsam Lieder gesungen, in denen textlich die Zeit im Kirchenjahr und die Thematik des Messopfers anklang (etwa die verbreitete Deutsche Messe von Franz Schubert). Während der Wandlung, angekündigt durch ein Schellenzeichen,  herrschte Stille.

## DieLeonianischen Gebete
Am Ende jeder stillen Messe mussten nach dem Segen und dem Schlussevangelium die von Papst Leo XIII. verfassten und 1884 vorgeschriebenen Leonianischen Gebete gesprochen werden. Es handelt sich um drei Ave Maria, das Salve Regina, ein Gebet um die Bekehrung der Sünder und „die Freiheit und Erhöhung“ der Kirche, das Gebet an den Heiligen Erzengel Michael und eine dreimalige Anrufung des Allerheiligsten Herzens Jesu. Der Priester kniete dazu vor den Stufen des Altars und verrichtete die Gebete mit den Anwesenden in der Volkssprache.
Text
Latein:
„Oremus. Deus, refugium nostrum et virtus,

populum ad te clamantem

propitius respice: et,

intercedente gloriosa et immaculata

Virgine Dei Genitrice Maria,

cum beato Ioseph, eius Sponso,

ac beatis Apostolis tuis Petro et Paulo

et omnibus Sanctis;

quas pro conversione peccatorum, pro libertate

et exaltatione sanctae Matris Ecclesiae preces effundimus,

misericors et benignus exaudi.

Per eundem Christum, Dominum nostrum.

Amen.“
Deutsch:
„Lasset uns beten. Gott, unsre Zuflucht und Stärke,

sieh gnädig an das Flehen Deines Volkes,

und erhöre in Deiner Barmherzigkeit und Güte,

auf die Fürbitte der glorreichen

und unbefleckten Jungfrau Maria,

ihres Bräutigams, des hl. Joseph,

Deiner hll. Apostel Petrus und Paulus

und aller Heiligen,

die Gebete, die wir für die Bekehrung der Sünder,

für die Freiheit und Erhöhung unserer heiligen Mutter,

der Kirche, flehentlich verrichten.

Durch ihn, Christus, unsern Herrn.

Amen.
Latein:
„Sancte Michael Archangele,

defende nos in proelio;

contra nequitiam et insidias diaboli esto praesidium.

‚Imperet illi Deus‘, supplices deprecamur:

tuque, princeps militiae coelestis,

satanam aliosque spiritus malignos,

qui ad perditionem animarum pervagantur in mundo,

divina virtute in infernum detrude.

Amen.“
Deutsch:
„Heiliger Erzengel Michael,

verteidige uns im Kampfe:

gegen die Bosheit und die Nachstellung des Teufels, sei unser Schutz.

‚Gott gebiete ihm‘, so bitten wir flehentlich;

du aber, Fürst der himmlischen Heerscharen,

stoße den Satan und die andern bösen Geister,

die in der Welt umhergehen, um die Seelen zu verderben,

durch die Kraft Gottes in die Hölle.

Amen.“
Nach 1960 war diese Vorschrift nicht mehr verbindlich; seit dem Zweiten Vatikanischen Konzil sind die Gebete im Ordinarium der Messe nicht mehr enthalten. Dies wurde angeordnet in der Instruktion Inter Oecumenici Papst Pauls VI. vom 26. September 1964.

## Liturgiereform im 20. Jahrhundert
Ab der zweiten Hälfte des 19. Jahrhunderts wurde es im deutschen Sprachraum mehr und mehr üblich, dass die Gläubigen die Gebetstexte in Volksmessbüchern wie dem „Schott“ mitlasen oder dass ein „Vorbeter“ die wichtigsten Gebete und Lesungen parallel zur lateinischen Rezitation durch den Priester in der Muttersprache vortrug.
Zu Beginn des 20. Jahrhunderts nahm die Liturgische Bewegung die Anregung Papst Pius’ X. auf, der die „tätige Teilnahme [der Gläubigen] an den hochheiligen Mysterien und am öffentlichen feierlichen Gebet der Kirche“ (Participatio actuosa) als „erste und unentbehrliche Quelle“ des christlichen Geistes bezeichnet hatte.  Zwischen etwa 1920 und 1950 entwickelten sich Übergangsformen von der „stillen Messe“ zu stärkerer Beteiligung des Volkes. Es entstanden die verschiedenen Formen der Gemeinschaftsmesse. Wegbereitend war unter anderem der Klosterneuburger Chorherr und Liturgiereformer Pius Parsch. Die Sonntagsmesse wurde nun zunehmend als Betsingmesse gefeiert, bei der neben dem  Evangelium auch die Epistel (Lesung aus dem Neuen Testament) auf Deutsch vorgetragen und unter anderem auch das Glaubensbekenntnis laut gebetet wurden, je nach Brauch der Pfarrgemeinde auch andere Messgebete. Der Priester hingegen las weiterhin alle diese Teile der Messe gleichzeitig leise auf Latein.
Mit der Liturgiereform des Zweiten Vatikanischen Konzils wurden die Unterscheidungen zwischen Singmesse und Hochamt weitgehend aufgehoben. Grundform ist seitdem die Missa cum populo „Messe mit dem Volk“ (Gemeindemesse). Dennoch ist die Messe ohne Volk (Missa sine populo), mit nur einem Gläubigen zur Assistenz des Priesters, auch weiterhin Teil des Römischen Messbuches (in der aktuellen deutschen Ausgabe wurde sie jedoch nicht aufgenommen) und ihre Legitimität wurde vom Zweiten Vatikanischen Konzil und vom nachkonziliaren Lehramt bestätigt. Papst Benedikt XVI. empfahl 2007 im nachsynodalen Schreiben Sacramentum caritatis den Priestern, täglich die heilige Messe zu zelebrieren, „auch wenn es keine Teilnahme von Gläubigen geben sollte“. Mit dem Motu proprio Summorum Pontificum Benedikts XVI. von 2007 über den Gebrauch des Missale Romanum von 1962 konnten auch wieder an Wochentagen „stille Messen“ gefeiert werden, seit dem Motu proprio Traditionis custodes (2021) von Papst Franziskus jedoch nur noch in eingeschränkter Häufigkeit und nicht in den Pfarrkirchen. 